# (469372) 2001 QF298
(469372) 2001 QF298 ist ein großes transneptunisches Objekt im Kuipergürtel, das bahndynamisch (das zeitliche Verhalten der Umlaufbahn betreffend) als Plutino (2:3–Resonantes KBO) eingestuft wird. Aufgrund seiner Größe ist der Asteroid ein Zwergplanetenkandidat.

## Entdeckung
2001 QF298 wurde am 19. August 2001 von Marc Buie (offiziell) sowie Robert Millis und Larry Wasserman mit dem 4,0-m-Víctor-M.-Blanco-Teleskop (DECam) am Cerro Tololo-Observatorium (Chile) entdeckt. Die Entdeckung wurde am 13. Oktober 2001 zusammen mit 2001 QE298, 2001 QG298, 2001 QH298 und 2001 QJ298 bekanntgegeben, der Planetoid erhielt später von der IAU die Kleinplaneten-Nummer 469372.
Nach seiner Entdeckung ließ sich 2001 QF298 auf Fotos bis zum 23. Mai 2001, die ebenfalls am Cerro Tololo-Observatorium gemacht wurden, zurückgehend identifizieren und so seinen Beobachtungszeitraum um knapp drei Monate verlängern, um so seine Umlaufbahn genauer zu berechnen. Im April 2017 lagen insgesamt 136 Beobachtungen über einen Zeitraum von 15 Jahren vor. Die bisher letzte Beobachtung wurde im Juni 2015 am Pan-STARRS-Teleskop (PS1) durchgeführt. (Stand 8. März 2019)

## Eigenschaften

### Umlaufbahn
2001 QF298 umkreist die Sonne in 247,10 Jahren auf einer leicht elliptischen Umlaufbahn zwischen 34,96 AE und 43,80 AE Abstand zu deren Zentrum. Die Bahnexzentrizität beträgt 0,112, die Bahn ist 22,34° gegenüber der Ekliptik geneigt. Derzeit ist der Planetoid 43,49 AE von der Sonne entfernt. Das Perihel durchlief er das letzte Mal 1911, der nächste Periheldurchlauf dürfte also im Jahre 2159 erfolgen.
Sowohl Marc Buie (DES) als auch das Minor Planet Center klassifizieren den Planetoiden als Plutino; letzteres führt ihn auch als Nicht–SDO und allgemein als «Distant Object».

### Größe
Derzeit wird von einem Durchmesser von 408,2 km ausgegangen, basierend auf einem Rückstrahlvermögen von 7 % und einer absoluten Helligkeit von 5,4 m. Ausgehend von einem Durchmesser von 408,2 km ergibt sich eine Gesamtoberfläche von etwa 523.500 km². Die scheinbare Helligkeit von 2001 QF298 beträgt 21,72 m.
Da anzunehmen ist, dass sich 2001 QF298 aufgrund seiner Größe im hydrostatischen Gleichgewicht befindet und somit weitgehend rund sein muss, sollte er die Kriterien für eine Einstufung als Zwergplanet erfüllen. Sowohl Mike Brown als auch Gonzalo Tancredi gehen davon aus, dass es sich bei 2001 QF298 möglicherweise um einen Zwergplaneten handelt.
| Jahr                                         | Abmessungen km   | Quelle              |
| -------------------------------------------- | ---------------- | ------------------- |
| 2008                                         | 482,0            | Tancredi            |
| 2012                                         | 408,2 +40,2−44,9 | Mommert u. a.       |
| 2016                                         | 401,35           | LightCurve DataBase |
| 2018                                         | 421,0            | Brown               |
| Die präziseste Bestimmung ist fett markiert. |                  |                     |